# Nett Lake, Quận Koochiching, Minnesota
Xã Nett Lake (tiếng Anh: Nett Lake Township) là một xã thuộc quận Koochiching, tiểu bang Minnesota, Hoa Kỳ. Năm 2010, dân số của xã này là 101 người.